# Armoiries de la province de Mendoza
 (novembre 2019).
Si vous disposez d'ouvrages ou d'articles de référence ou si vous connaissez des sites web de qualité traitant du thème abordé ici, merci de compléter l'article en donnant les références utiles à sa vérifiabilité et en les liant à la section « Notes et références ».
 (novembre 2019).
 (novembre 2019).
Les armoiries de la province de Mendoza, en Argentine, ont été déterminées par la loi  du 25 octobre 1941. Ces armoiries sont semblables à celles de l'Argentine et comportent à la base de la figure ovale une corne d'abondance qui déverse des fruits comme symbole de l'abondance de la région.
Ces armoiries remplacent le précédent blason qui représentait deux bras qui tenaient une hache avec un bonnet phrygien, où l'on pouvait voir deux cornes d'abondance qui formaient une croix.